# アワイチ
アワイチとは、「淡路島一周」の略称、自転車で淡路島を一周する兵庫県の長距離サイクリングルートの名称である。自転車の種類としては、ロードバイクやクロスバイクなどのスポーツバイクを使用する人が多い。レンタサイクルも充実しており、スポーツバイクを所持していない人もアワイチが可能である。
岩屋港を拠点に、島の外周を時計回りに走るのが一般的である。一周の距離は約150km、獲得標高は約1,144mである。
国土交通省が指定するナショナルサイクルルート指定を目指し、現在はサイクルツーリズムの推進モデルルートとなっている。

## 概要
発端は定かでは無いが、平成10年代からサイクリストの間で淡路島の海岸沿いを一周するサイクリングコースが「アワイチ」と呼ばれはじめた。
平成22年度からは淡路島一周イベント「淡路島ロングライド150」が開催されている。開催時期は9〜10月で、スタート・ゴール地点は国営明石海峡公園となっている。エイドステーションが設けられ地元特産食材による振る舞いが行われるなど、島ぐるみの大きなイベントとなっている。台湾・北海道、沖縄等の遠方からの参加者も多く、募集人数も2,300人と多い。現在はコロナウイルスの影響から開催が見送られるなどしている。
また、平成24年度からは サイクリング環境の向上に向けた取り組みが実施され、道路整備が進んでいる。道路環境整備の内容については次のようなものが挙げられる。
1. 交通安全事業歩道整備ー通学路対策（歩道整備）・車道路肩幅を確保
2. 路肩対策（側溝の蓋掛けなど）
3. 既存施設の活用（ゆっくりのんびりサイクルレーン）

事故防止対策としては、下り坂や見通しが悪い区間において注意喚起看板の設置が施されている。自転車に対しては左側一列走行、車に対しては「自転車に優しく」といったマナー啓発看板の設置により、マナーの向上とともに事故防止も呼びかける策がとられている。
平成31年3月には、淡路島の豊富な観光資源を活かしたサイクルツーリズムを推進し、地域の活性化につなげるべく「淡路地域モデルルート推進協議会」が設置され活動をしている。
洲本市小路谷、南あわじ市福良丙、淡路市郡家 ３箇所において常時自転車の通行台数の計測を行っており、2023年度の走行台数については次の通りである。
- 洲本市小路谷：1.2万台/年
- 南あわじ市福良丙：1.1万台/年
- 淡路市郡家：2.2万台/年

## ルート
淡路市・岩屋漁港を起終点として、時計回りに回るコースである。これを左側通行することで海に近い側を走行することとなる。南部を除く区間は平坦なコースとなっているが、島特有の起伏がある。
アワイチのコースには路面表示や自転車レーン、矢羽根型路面表示（車道混在）などの道路標示が施されている。また岩屋からの距離を示す距離標が5~10kmごとに設置されている。南部の坂が多いエリアを避け内陸を進み、ショートカットをする人もいる。
以下の道のあたりを通る。
- 国道28号
- 兵庫県道31号福良江井岩屋線淡路サンセットライン
- 兵庫県道157号佐野仁井岩屋線
- 兵庫県道76号洲本灘賀集線南淡路水仙ライン
- 兵庫県道25号阿万福良湊線うずしおライン

## アクセス
車でのアクセスは本州側からも四国側からも同様に有料道路・神戸淡路鳴門自動車道を使用する必要がある。駐車場については岩屋港のすぐ傍に立体駐車場があるほか、 道の駅あわじの駐車場は推奨されていないが近隣の姉妹施設である温泉施設「美湯松帆の郷」ではサイクリスト専用無料駐車場を開放している。30台まで駐車可能でサイクルラックも完備されている。その他に東浦バスターミナル駐車場なども利用者が多い。
自転車を載せることのできる淡路島へのアクセスが可能なフェリーは下記の通りである。
- 明石港（明石市）－岩屋港（淡路市）を結ぶフェリー・淡路ジェノバライン
- 深日港（大阪府岬町）－洲本港（洲本市）を結ぶフェリー・深日洲本ライナー

また、2022年から10月頃須磨ヨットハーバー から あわじ交流の翼港等を結ぶ自転車積載可能なフェリーの試験運行が行われる。
近年は、淡路交通による淡路島南ICバス停⇔小鳴門橋バス停間の、鳴門海峡自転車輸送サービスも行われている。
大鳴門橋への自転車道設置についても平成30年度より徳島県と共同で検討が行われており、鳴門海峡を跨ぐ、大鳴門橋の桁下空間を利用した自転車道設置を2023年度に事業化し2027年度の完成を目指している。

## 休憩施設
あわじ花トイレ（公衆便所）や公共施設の使用が可能なトイレなどを備えた休憩施設は道中に30か所程度存在。サイクリスト受け入れ環境の整備とし、サイクルラックが設置されている。
淡路島内の一部のコンビニエンスストア等では自転車用の空気入れや修理工具の無料貸出が行われている。
沿線の道の駅としては
- 道の駅あわじ
- 道の駅東浦ターミナルパーク
- 道の駅福良
- 道の駅うずしお
- ウェルネスパーク五色・高田屋嘉兵衛公園 (重点道の駅として指定、未登録)

がある。